# Ендрю Фостер (тенісист)
Ендрю Фостер (англ. Andrew Foster; нар. 16 березня 1972) — колишній британський тенісист.
Найвищу одиночну позицію світового рейтингу — 184 місце досяг 17 січня 1994, парну — 174 місце — 15 листопада 1993 року.
Здобув 4 парні титули.
Найвищим досягненням на турнірах Великого шолома було 4 коло в одиночному розряді.

## Фінали ATP Челленджер і ITF Ф'ючерс

### Одиночний розряд: 1 (0–1)
| Легенда              |
| -------------------- |
| ATP Челленджер (0–1) |
| ITF Ф'ючерс (0–0)    |

| Фінали за покриттям |
| ------------------- |
| Тверде (0–0)        |
| Ґрунт (0–0)         |
| Трава (0–1)         |
| Килим (0–0)         |

| Результат | В-П | Дата     | Турнір                    | Рівень     | Покриття | Суперник      | Рахунок       |
| --------- | --- | -------- | ------------------------- | ---------- | -------- | ------------- | ------------- |
| Поразка   | 0–1 | Лип 1995 | Бристоль, Велика Британія | Челленджер | Трава    | Джеремі Бейтс | 7–6, 4–6, 3–6 |

### Парний розряд: 6 (4–2)
| Легенда              |
| -------------------- |
| ATP Челленджер (4–2) |
| ITF Ф'ючерс (0–0)    |

| Фінали за покриттям |
| ------------------- |
| Тверде (3–1)        |
| Ґрунт (1–0)         |
| Трава (0–0)         |
| Килим (0–1)         |

| Результат | В-П | Дата     | Турнір                             | Рівень     | Покриття | Партнер        | Суперники                        | Рахунок       |
| --------- | --- | -------- | ---------------------------------- | ---------- | -------- | -------------- | -------------------------------- | ------------- |
| Перемога  | 1–0 | Лют 1992 | Бенгалуру, Індія                   | Челленджер | Ґрунт    | Нік Браун      | Ксав'є Дофресн Сезар Кіст        | 7–6, 3–6, 7–5 |
| Поразка   | 1–1 | Лис 1992 | Лонсестон, Австралія               | Челленджер | Килим    | Нік Браун      | Річард Фромберг Патрік Рафтер    | 5–7, 6–7      |
| Поразка   | 1–2 | Жов 1993 | Гетеборг, Швеція                   | Челленджер | Тверде   | Росс Матесон   | Джеремі Бейтс Кріс Вілкінсон     | 6–7, 3–6      |
| Перемога  | 2–2 | Жов 1994 | Джакарта, Індонезія                | Челленджер | Тверде   | Денні Сепсфорд | Леандер Паес Магеш Бгупаті       | без гри       |
| Перемога  | 3–2 | Лип 1995 | Ньюкасл-апон-Тайн, Велика Британія | Челленджер | Тверде   | Денні Сепсфорд | Небойша Джорджевич Лоренцо Манта | 3–6, 6–1, 6–2 |
| Перемога  | 4–2 | Бер 1996 | Стокгольм, Швеція                  | Челленджер | Тверде   | Денні Сепсфорд | Лен Бейл Брент Гейгарт           | 6–3, 6–1      |